# Hymenophyllum torricellianum
Hymenophyllum torricellianum är en hinnbräkenväxtart som beskrevs av Cornelis Rugier Willem Karel van Alderwerelt van Rosenburgh. Hymenophyllum torricellianum ingår i släktet Hymenophyllum och familjen Hymenophyllaceae. Inga underarter finns listade.